# وزیر نفت (ایران)
وزیر نفت ایران، وزیر وزارت نفت دولت جمهوری اسلامی ایران است که پس از وقوع انقلاب ۵۷ در ساختار قوای مجریه کشور تشکیل شد و در روز ۸ مهر ۱۳۵۸ با مصوبه شورای انقلاب، شکل قانونی به خود گرفت. از آن زمان تاکنون، ۱۰ نفر وظیفه نظارت بر ۴ شرکت اصلی فعال در صنایع نفت و گاز ایران و زیرمجموعه‌های آنها را در ۱۳ دولت، در نظام جمهوری اسلامی برعهده داشته‌اند، که بیژن نامدار زنگنه؛ با ۱۶ سال و غلام‌رضا آقازاده؛ با ۱۲ سال، بیشترین دوره صدارت را بر وزارت نفت برعهده داشته‌اند.

## فهرست
| ر.  | نام               | نام                                | نگاره          | آغاز تصدی        | پایان تصدی       | دولت          | رئیس دولت | م.     |
| --- | ----------------- | ---------------------------------- | -------------- | ---------------- | ---------------- | ------------- | --------- | ------ |
| ۱   |                   | علی‌اکبر معین‌فر (۱۳۹۶–۱۳۰۶)         |                | ۸ مهر ۱۳۵۸       | ۱۹ شهریور ۱۳۵۹   | موقت          | بازرگان   | [ ۲ ]  |
| ۱   | موقت شورای انقلاب | علی‌اکبر معین‌فر (۱۳۹۶–۱۳۰۶)         | بهشتی          | ۸ مهر ۱۳۵۸       | ۱۹ شهریور ۱۳۵۹   | [ ۳ ]         |           |        |
| ۱   | موقت شورای انقلاب | علی‌اکبر معین‌فر (۱۳۹۶–۱۳۰۶)         | بنی‌صدر         | ۸ مهر ۱۳۵۸       | ۱۹ شهریور ۱۳۵۹   | [ ۳ ]         |           |        |
| ۲   |                   | محمدجواد تندگویان (۱۳۶۸–۱۳۲۹)      |                | ۳ مهر ۱۳۵۹       | ۹ آبان ۱۳۵۹      | نخست          | رجایی     |        |
| –   |                   | سید حسن سادات (زادهٔ ۱۳۲۴) سرپرست   |                | ۱۱ آبان ۱۳۵۹     | ۲۶ مرداد ۱۳۶۰    | نخست          | رجایی     | [ ۴ ]  |
| ۳   |                   | سید محمد غرضی (زادهٔ ۱۳۲۰)          |                | ۲۶ مرداد ۱۳۶۰    | ۶ آبان ۱۳۶۴      | دوم           | باهنر     |        |
| ۳   | موقت              | سید محمد غرضی (زادهٔ ۱۳۲۰)          | مهدوی کنی      | ۲۶ مرداد ۱۳۶۰    | ۶ آبان ۱۳۶۴      |               |           |        |
| ۳   | سوم               | سید محمد غرضی (زادهٔ ۱۳۲۰)          | موسوی          | ۲۶ مرداد ۱۳۶۰    | ۶ آبان ۱۳۶۴      | [ ۵ ]         |           |        |
| ۴   |                   | غلام‌رضا آقازاده (زادهٔ ۱۳۲۷)        | موسوی          |                  | ۶ آبان ۱۳۶۴      | ۲۹ مرداد ۱۳۷۶ | چهارم     | [ ۶ ]  |
| ۴   | [ ۷ ]             | غلام‌رضا آقازاده (زادهٔ ۱۳۲۷)        | موسوی          |                  | ۶ آبان ۱۳۶۴      | ۲۹ مرداد ۱۳۷۶ | چهارم     |        |
| ۴   | پنجم              | غلام‌رضا آقازاده (زادهٔ ۱۳۲۷)        | هاشمی          | [ ۸ ]            | ۶ آبان ۱۳۶۴      | ۲۹ مرداد ۱۳۷۶ |           |        |
| ۴   | ششم               | غلام‌رضا آقازاده (زادهٔ ۱۳۲۷)        | هاشمی          |                  | ۶ آبان ۱۳۶۴      | ۲۹ مرداد ۱۳۷۶ |           |        |
| ۵   |                   | بیژن نامدار زنگنه (زادهٔ ۱۳۳۱)      |                | ۲۹ مرداد ۱۳۷۶    | ۷ شهریور ۱۳۸۴    | هفتم          | خاتمی     | [ ۹ ]  |
| ۵   | هشتم              | بیژن نامدار زنگنه (زادهٔ ۱۳۳۱)      | [ ۱۰ ]         | ۲۹ مرداد ۱۳۷۶    | ۷ شهریور ۱۳۸۴    |               | خاتمی     |        |
| –   |                   | سید کاظم وزیری هامانه (زادهٔ ۱۳۲۴)  |                | ۷ شهریور ۱۳۸۴    | ۲۰ آذر ۱۳۸۴      | نهم           | احمدی‌نژاد | [ ۱۱ ] |
| ۶   | ۲۰ آذر ۱۳۸۴       | سید کاظم وزیری هامانه (زادهٔ ۱۳۲۴)  | ۲۱ مرداد ۱۳۸۶  | [ ۱۲ ]           |                  | نهم           | احمدی‌نژاد |        |
| –   |                   | غلامحسین نوذری (زادهٔ ۱۳۳۳)         |                | ۲۱ مرداد ۱۳۸۶    | ۲۳ آبان ۱۳۸۶     | نهم           | احمدی‌نژاد | [ ۱۳ ] |
| ۷   | ۲۳ آبان ۱۳۸۶      | غلامحسین نوذری (زادهٔ ۱۳۳۳)         | ۱۲ شهریور ۱۳۸۸ | [ ۱۴ ]           |                  | نهم           | احمدی‌نژاد |        |
| ۸   |                   | سید مسعود میرکاظمی (زادهٔ ۱۳۳۹)     |                | ۱۲ شهریور ۱۳۸۸   | ۲۶ اردیبهشت ۱۳۹۰ | دهم           | احمدی‌نژاد | [ ۱۵ ] |
| –   |                   | محمود احمدی‌نژاد (زادهٔ ۱۳۳۵) سرپرست |                | ۲۶ اردیبهشت ۱۳۹۰ | ۱۳۹۰             | دهم           | احمدی‌نژاد |        |
| –   |                   | محمد علی‌آبادی (زادهٔ ۱۳۳۵) سرپرست   |                | ۱۳۹۰             | ۱۲ مرداد ۱۳۹۰    | دهم           | احمدی‌نژاد | [ ۱۷ ] |
| ۹   |                   | رستم قاسمی (۱۴۰۱–۱۳۴۳)             |                | ۱۲ مرداد ۱۳۹۰    | ۲۴ مرداد ۱۳۹۲    | دهم           | احمدی‌نژاد | [ ۱۸ ] |
| (۵) |                   | بیژن نامدار زنگنه (زادهٔ ۱۳۳۱)      |                | ۲۴ مرداد ۱۳۹۲    | ۳ شهریور ۱۴۰۰    | یازدهم        | روحانی    | [ ۱۹ ] |
| (۵) | دوازدهم           | بیژن نامدار زنگنه (زادهٔ ۱۳۳۱)      | [ ۲۰ ]         | ۲۴ مرداد ۱۳۹۲    | ۳ شهریور ۱۴۰۰    |               | روحانی    |        |
| ۱۰  |                   | جواد اوجی (زادهٔ ۱۳۴۵)              |                | ۳ شهریور ۱۴۰۰    | ۳۱ مرداد ۱۴۰۳    | سیزدهم        | رئیسی     | [ ۲۱ ] |
| ۱۱  |                   | محسن پاک‌نژاد (زادهٔ ۱۳۴۵)           |                | ۳۱ مرداد ۱۴۰۳    | متصدی            | چهاردهم       | پزشکیان   | [ ۲۲ ] |

## یادداشت
1. ↑  معین‌فر در اولین انتخابات مجلس شورای اسلامی شرکت کرد و از ۷ خرداد ۱۳۵۹ به نمایندگی مجلس درآمد با این حال، تا زمان روی کار آمدن دولت نخست جمهوری اسلامی ایران، همچنان عضو دولت بود.
2. ↑  تندگویان در آبان ۱۳۵۹ به‌دست نیروهای ارتش عراق اسیر شد و از این زمان به بعد، عملاً نقشی در مدیریت وزارت نفت نداشت؛ اما تا زمان انتصاب غرضی رسماً وزیر نفت بود.
3. ↑  احمدی‌نژاد به‌عنوان رئیس دولت خود سرپرستی وزارت نفت را برعهده گرفت، اما پس از مخالفت شورای نگهبان سرپرست دیگری تعیین کرد.[۱۶]